# 社會主義愛國主義
社会主义爱国主义是马克思列宁主义运动倡导的一种爱国主义形式，旨在促使生活在马克思列宁主义国家的人民“对社会主义祖国无限热爱，致力于社会革命改造和共产主义事业”。包括马克思列宁主义者在内的马克思主义者谴责民族主义是在资本主义下发展起来的资产阶级意识形态，使工人相互对立，而马克思列宁主义者声称社会主义爱国主义与民族主义无关。因认为社会爱国主义与无产阶级国际主义相兼容，提倡社会爱国主义的马克思列宁主义者通常也会一并提倡无产阶级国际主义。 
弗拉基米尔·列宁将爱国主义分为他所定义的无产阶级社会主义爱国主义和资产阶级民族主义。列宁提倡所有民族的自决权和民族内部所有工人的团结权，并同时谴责沙文主义，声称民族自豪感同时具有正当和不正当的一面。列宁认为，受帝国主义统治的民族有权寻求民族解放。